# Jakub Černorizec

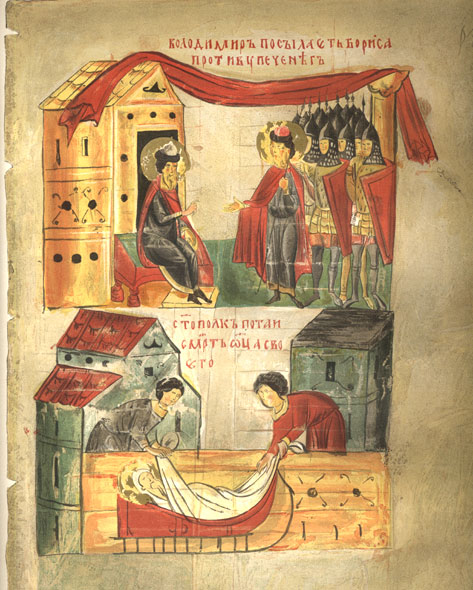
Úvodní miniatura z Pověsti o Borisi a Glebovi, Silvestrovský rukopis ze 14. století.

Jakub Černorizec nebo též Jakub Mnich (rusky Иаков Черноризец, či Мних Иаков) byl autor textů o svatém Vladimírovi, Borisi a Glebovi a Izjaslavovi ve druhé půli 11. století.
Výraz černorizec (doslova: oblečen v černou řízu) je nejnižší stupeň v hierarchii pravoslavných mnichů.

## Dílo
Jakubu Černorizciovi jsou připisovány následující spisy:
- Pověst o svatých Borisi a Glebovi – Сказание о святых страстотерпцах Борисе и Глебе
- Život svatého knížete Vladimíra – Житие блаж. кн. Владимира
- Vzpomínky na ruského knížete Vladimíra, jak se Vladimír nechal pokřtít a své děti a celou ruskou od jednoho konce ke druhému a jak se nechala bába Vladimírova Olga pokřtít před Vladimírem – Память и похвала русскому князю Владимиру, како крестися Владимер и дети своя крести и всю землю Русскую от конца и до конца, и како крестися бабка Владимера Ольга, преже Владимера
- Vyslání ke služebníku Božímu Dmitriji (Isjaslav) – Послание к Божию слузе Дмитрию

Je možné, že byl Jakub tako autorem staroruského překladu
- Pravidel modlitby Janovy – Правила молитвы Иоанна

Tyto texty jsou významnou památkou staroruské literatury. Jsou nejstarším dochovaným popisem o událostech na Kyjevské Rusi v 10. a 11. století ve staroruštině a byly významnou předlohou pro Nestorovu kroniku. Některé údaje se však rozchízejí s líčením jiných kronik. Např. podle Jakuba Černorizce proběhl křest sv. Vladimíra ještě před jeho cestou do Chersonésu a Konstantinopole, zatímco jiné staroruské a arabské prameny shodně uvádějí, že měl být pokřtěn v Konstantinopoli, proto jsou některé Jakubovy údaje považovány za nespolehlivé.